# Коджаэлиспор
«Коджаэлиспо́р» (тур. Kocaelispor Kulübü) — турецкий футбольный клуб из города Измит, ил Коджаэли. Основан в 1966 году, выступает в турецкой Суперлиге. Официальное название — «Клуб Коджаэли».

## Достижения
Кубок Турции
- Победитель (2): 1997, 2002

Первая лига
- Победитель (1): 2008

## Известные игроки
- Рашад Садыгов
- Здравко Лазаров
- Предраг Пажин
- Самир Муратович
- Жулио Сезар Мендес Морейра
- Кваме Айю
- Заза Джанашия
- Вячеслав Камольцев
- Думитру Стынгачу
- Душан Анджелкович
- Лука Жинко
- / Тайлан Айдоган
- / Домбровский, Роман
- Угур Борал
- Толга Сейхан
- Владимир Мацигура

## Бывшие тренеры
- Йылмаз Вурал
- Энгин Ипекоглу
- Фуат Яман
- Гювенч Куртар
- Хикмет Караман
- Мустафа Денизли
- Хольгер Осиек